# Сент-Чарльз (мис)
52°13′03.24″ пн. ш. 55°37′15.00″ зх. д. / 52.2175667° пн. ш. 55.6208333° зх. д.Сент-Чарльз (англ. Cape St. Charles, фр. cap St Charles) — мис на узбережжі півострова Лабрадор біля входу в протоки Бель-Айл. Належить до канадської провінції Ньюфаундленд і Лабрадор. Мис є найсхіднішою точкою материка Північна Америка.
Мис Сент-Чарльз відомий завдяки однойменній горі, яка має висоту 199 метрів над рівнем моря, це найвища точка в цих[перевірити] місцях.